# Випулис, Раймонд
Ра́ймонд Ви́пулис (латыш. Raimonds Vipulis; 19 августа 1972 года) — латвийский шашист (международные шашки), серебряный призёр командного чемпионата мира (2006, 2024), бронзовый призёр (2005) в составе сборной Латвии, чемпион Европы в блице 2008 года, серебряный призёр 2013 года и бронзовый призёр 2011, чемпион Латвии (2009, 2015). Международный гроссмейстер. FMJD-id — 10056.

## Спортивные достижения

### Чемпионат мира
- 2013 год — 24 место в финале Б.
- 2015 год — 15 место
- 2017 год — (19 место в полуфинале)
- 2021 (11 место)
- 2025 год — 25 место (7 место в подгруппе A)

### Чемпионат Европы
- 2002 год — 25-32 место
- 2006 год — 28 место
- 2008 год — 29 место
- 2010 год — 23 место
- 2012 год — 32 место
- 2014 год — 24 место.
- 2024 год — 15 место.

Победитель турнира Golden Prague (1997).